# Georgi Slavkov
Georgi Slavkov (Bulgaars: Георги Славков) (Musomishte (Oblast Blagoëvgrad), 11 april 1958 – Plovdiv, 21 januari 2014) was een Bulgaars voetballer die als aanvaller speelde.

## Clubcarrière
Slavkov, bijgenaamd Benksa, brak door bij Trakia Plovdiv. Daar speelde hij tussen 1976 en 1982 in totaal 112 wedstrijden waarin hij 61 doelpunten maakte. In 1981 werd hij Europees topschutter. Hierna speelde hij tot 1986 meer dan honderd wedstrijden voor CSKA Sofia waarin hij 47 keer scoorde. Een tweejarig verblijf bij AS Saint-Étienne in Frankrijk was niet succesvol maar tussen 1988 en 1993 scoorde hij voor GD Chaves in Portugal in 89 wedstrijden 15 doelpunten. Hij sloot datzelfde jaar zijn loopbaan af bij Botev Plovdiv.

## Interlandcarrière
Voor het Bulgaars voetbalelftal speelde hij 37 wedstrijden waarin hij 11 doelpunten maakte. Onder leiding van bondscoach Tsvetan Ilchev maakte hij zijn debuut op 22 februari 1978 in de vriendschappelijke wedstrijd tegen Schotland (2-1) in Glasgow. Hij moest in dat duel na 72 minuten plaatsmaken voor Ivan Tishanski.

## Erelijst
CSKA Sofia
- Landskampioen

1980, 1983
- Beker van Bulgarije

1983, 1985
 Trakia Plovdiv
- Beker van Bulgarije

1981